# Tekken 4 Original Sound Tracks
Tekken 4 Original Sound Tracks é um álbum oficialmente de uma trilha sonora para a plataforma Playstation 2. Foi lançado no Japão, em 22 de maio de 2002, esta trilha sonora é marcada, devido a não ultrapassar fronteiras. Este trabalho de 2-CDs inclui músicas de ambas versões Arcade, Story Mode e Playstation 2 à versão de Tekken 4. O álbum foi criado para videogames e além disso, algumas faixas são usadas na versão japonesa de Street Fighter e Street Fighter X Tekken.

## Faixas

### 1º disco
| Número | Nome da Música ou Canção | Duração |
| ------ | ------------------------ | ------- |
| 01     | A Fist for a Fist        | 2:06    |
| 02     | Acid Timpani             | 0:41    |
| 03     | Jet                      | 1:18    |
| 04     | Fetus                    | 2:26    |
| 05     | Uninhabited              | 3:20    |
| 06     | Didgerhythm              | 6:24    |
| 07     | Authentic sky            | 4:55    |
| 08     | Mob                      | 3:28    |
| 09     | Kitsch                   | 3:49    |
| 10     | Quadra Introduction      | 0:07    |
| 11     | Quadra                   | 2:08    |
| 12     | Bit Crusher              | 4:47    |
| 13     | Fear                     | 4:24    |
| 14     | Gym                      | 4:21    |
| 15     | Touch and Go             | 2:56    |
| 16     | The Inner Shrine         | 4:31    |
| 17     | Wirepuller Appearance    | 0:25    |
| 18     | The Strongest Iron Arena | 2:34    |
| 19     | Nothingness              | 2:24    |
| 20     | Lights                   | 1:51    |
| 21     | Hex                      | 3:03    |

### 2º disco
| Número | Nome da Música ou Canção | Duração |
| ------ | ------------------------ | ------- |
| 01     | Draw the Waveform        | 2:01    |
| 02     | Heihachi Mishima         | 1:15    |
| 03     | Craig Marduk             | 1:00    |
| 04     | Julia Chang              | 1:53    |
| 05     | Christie Monteiro        | 0:48    |
| 06     | Ling Xiaoyu              | 2:24    |
| 07     | Steve Fox                | 1:10    |
| 08     | Kuma                     | 0:33    |
| 09     | Kazuya Mishima           | 3:29    |
| 10     | Yoshimitsu               | 1:00    |
| 11     | Combot                   | 0:43    |
| 12     | Bryan Fury               | 1:41    |
| 13     | Lei Wulong               | 0:52    |
| 14     | Jin Kazama               | 2:37    |
| 15     | Lee Chaolan              | 0:50    |
| 16     | Hwoarang                 | 1:15    |
| 17     | Marshall Law             | 1:19    |
| 18     | Paul Phoenix             | 1:09    |
| 19     | Panda                    | 1:08    |
| 20     | Nina Williams            | 1:20    |
| 21     | King                     | 1:00    |